# Ernst Robert Schneider
Ernst Robert Schneider (* 20. März 1825 in Aschersleben; † 3. April 1900 in Berlin) war ein deutscher Chemiker.

## Leben
Schneider promovierte am 18. Dezember 1849 an der Universität Leipzig und habilitierte sich am 29. Juli 1853 an der Berliner Universität. Im selben Jahr  begann er, an der Vereinigten Artillerie- und Ingenieurschule Chemie zu lehren. Am 22. Juni 1860 erfolgte seine Ernennung zum außerordentlichen Professor in der philosophischen Fakultät der Berliner Universität. Ab 1872 war er außerdem Professor an der Preußischen Kriegsakademie.
Schneider war Anorganiker und untersuchte Schwefel und Wismut sowie deren Verbindungen. Er unterhielt zudem ein eigenes Laboratorium, an dem Pharmazeuten ausgebildet wurden.